# 김종국 (1993년)
김종국(한국 한자: 金鍾國, 1993년 6월 23일 ~ )은 대한민국의 전 축구 선수이며, 포지션은 수비수였다.